# ごしゃぐ
ごしゃぐは、秋田県の方言、民俗語彙。

## 意味と分布
「怒る」「叱る」の意味。秋田県内各地で用いられる。
また、腹が立つことを「ごしゃげる」という言い方をする。福島県の一部では悔しく、腹立たしいことを「ごせっぱらやける」と表現する地方がある。

## 用例
「わりごと　したんで　まごどご　ごしゃいだ（ごしゃだ）」（悪いことをしたので孫を叱った）

## 原義と全国分布
「後世（ごせ）を焼く」の転訛と考えられる。
- 「ごせをやく」岩手県、山形県、福島県、新潟県
- 「ごさいやく」山形県
- 「ごさく」山形県
- 「ごしゃく」岩手県、宮城県、山形県
- 「ごしょやく」青森県
- 「ごせーやく」岩手県
- 「ごせやく」青森県、岩手県、宮城県、山形県、福島県、栃木県、新潟県
- 「ごっしゃく」宮城県、山形県

地方によっては「気をもむ」「わがままを言う」というふうに微妙にニュアンスが異なる場合がある。

## 三毒と後世
後世とは、仏教における三世のうちの来世（死後の世界）のことであり、しばしば「後生」（ごしょう）とも呼んでいる。仏教では、克服すべき最も根本的な三つの煩悩（三毒）として貪・瞋・癡（とん・じん・ち）を掲げており、人間の諸悪･苦の根源としている。そのうちの「瞋」（しん）は、「瞋恚」（しんに）ともいい、怒りの心をあらわしており、仏教を奉ずる者にとって、怒りに身をまかせることは、来世での安楽を焼き払ってしまうことだという教説にもとづくものと推定される。

## 「豪石（ごうしゃく）」
秋田県のローカルヒーロー「超神ネイガー」の変身時のかけ声は「豪石（ごうしゃく）!」。このかけ声は、秋田弁の「ごしゃぐ」を元に神の力を借りるという「剛借」、また、自身の強さを測るという「強尺」の意味もあるとされている。ネイガーのみならず、ジオン、アラゲ丸、ネイガー・マイなどのヒーローや悪役も、変身の際には「豪石」とかけ声をかけている。
なお、秋田県内では、これにちなんだ「豪石クッキー」「豪石！ サイダー」「豪石カードキャンディー」などが販売されている。